# Царман, Александр Александрович (1908)
Александр Александрович Царман (1908 — 2000) — советский артист балета, режиссёр и педагог; Заслуженный работник культуры РСФСР (1976).

## Биография
Родился 13 октября (26 октября по новому стилю) 1908 года в Москве в еврейской семье, сын А. А. Цармана.
По окончании Московского хореографического училища (обучался у И. В. Смольцова), с 1926 года, работал в Большом театре. Среди его партий — Колен («Тщетная предосторожность»); Дезире и Голубая птица («Спящая красавица»); Зигфрид и Принц («Щелкунчик»); Базиль («Дон Кихот»); Гренгуар («Эсмеральда»); Жером и Антуан («Пламя Парижа»), Раз-два-трис («Три толстяка» В. А. Оранского). Был партнером М. Т. Семёновой, О. В. Лепешинской, С. М. Мессерер, И. В. Тихомирновой, В. В. Лопухиной.
Во время Великой Отечественной войны работал вместе с театром в эвакуации в Куйбышеве; был участником концертной бригады, выезжавшей на 2-й Прибалтийский фронт.
Награждён орденом «Знак Почёта» (02.06.1937 — за выдающиеся заслуги в деле развития оперного и балетного искусства) и медалью «За трудовое отличие» (27.05.1951).
В 1957 году Александр Царман оставил сцену и стал режиссёром балетной труппы Большого театра (работал по 1985 год). В 1931—1953 годах (с перерывами) работал педагогом Московского хореографического училища. Член ВКП(б)/КПСС с 1940 года.
Умер в 2000 году в Москве, похоронен на Новодевичьем кладбище рядом с отцом.